# Чавчавадзе, Александр Гарсеванович
Князь Алекса́ндр Гарсеванович Чавчава́дзе (16 ноября 1786, Санкт-Петербург — 5 [17] ноября 1846, Тифлис) — грузинский общественный деятель из цинандальской ветви рода Чавчавадзе, крупнейший грузинский поэт-романтик, генерал-лейтенант русской императорской армии. Тесть Александра Сергеевича Грибоедова.

## Происхождение
Сын князя Гарсевана Ревазовича Чавчавадзе, посла царей Ираклия II и Георгия XII в России, подписавшего в 1783 году со стороны Грузии (Картли-Кахетинского царства) Георгиевский трактат, и его супруги — урожденной княжны Мариам Авалишвили. Крестник императрицы Екатерины II. Унаследовал от отца усадьбу Цинандали (ныне музей).

## Военная служба
В детстве ещё по наследию ему пожаловано было Грузинским царём Ираклием II звание генерал-адъютанта (мандатурт-ухуцесси). С 1795 по 1799 годы он воспитывался в одном из лучших частных пансионов Санкт-Петербурга, затем в Пажеском корпусе, а затем был увезён в Тифлис, где продолжал своё образование под надзором отца, по отзывам современников — одного из умнейших людей того времени. В 1804 году, когда вспыхнуло в Грузии восстание против русских, молодой князь Александр, 23 августа Высочайшим рескриптом, в воздаяние заслуг отца, принятый камер-пажом, не избег общего увлечения идей восстановления Грузинского царства: 14 сентября он бежал из родительского дома и вместе с некоторыми другими грузинскими князьями присоединился к царевичу Фарнавазу, сыну царя Ираклия II, поднявшему знамя восстания под Анануром.
Восстаниебыло скоро подавлено, царевич Фарнаваз разбит и взят в плен со всею свитою, в числе которой был и молодой князь Чавчавадзе. 2 февраля 1805 года над всеми участниками восстания была учреждена главнокомандующим князем Цициановым секретная следственная комиссия для открытия виновников возмущения, относительно же князя Александра Чавчавадзе, по ходатайству самого же Цицианова, наказание ограничилось «трёхлетним содержанием в Тамбове под присмотром, с тем чтобы по истечении сего срока, возобновя присягу на верность, явился он сюда на службу и, загладив добрым поведением и ревностью проступок свой, мог приобрести в оной новые выгоды».
30 ноября 1805 года «камер-паж Двора Е. И. Величества князь Александр Чавчавадзе под строгим конвоем из офицера и двух казаков» (Рапорт генерал-лейтенанта Глазенапа 3 декабря 1805 года) был отправлен из Георгиевска в Тамбов, куда вскоре принуждён был переехать на жительство из Грузии отец его, князь Гарсеван. Пребывание князя Александра в Тамбове было непродолжительно: в том же году Высочайшим повелением он определён был в Пажеский корпус, из которого и выпущен в 1809 году подпоручиком в Лейб-гвардии Гусарский Его Величества полк. В 1811 году он снова вернулся на родину, в качестве адъютанта главнокомандующего маркиза Паулуччи.
Паулуччи не раз давал ему серьёзные и ответственные поручения: так, например, 27 октября 1811 года он командировал его в Эривань к генерал-майору Лисаневичу собрать сведения о внезапно предпринятой последним экспедиции против персиян; в январе 1812 года вёл через него переговоры с Мустафой-ханом Ширванским, которого Паулуччи подозревал в тайных сношениях с Аббас-Мирзой и которого он во что бы то ни стало хотел удержать на своей стороне.
В марте 1812 года Чавчавадзе участвовал в походе, предпринятом Паулуччи для подавления восстания в Кахетии, и в стычке 1 марта с отрядом мятежников при деревне Чумлаки, находившейся недалеко от родового имения князей Чавчавадзе, Велисцихе, был ранен пулей в ногу. По выздоровлении он вместе с Паулуччи покинул Кавказ, чтобы принять участие в Отечественной войне.
Он совершил все походы 1812, 1813, 1814 годов, послужившие для него прекрасной образовательной школой и давшие ему возможность в совершенстве изучить немецкий и французский языки. При взятии Парижа был адъютантом Барклая-де-Толли. После реставрации Бурбонов, в 1815—1817 годах служил в русском оккупационном корпусе. Награждён орденом Почётного легиона.
В 1817 году, в чине полковника, переведён из Лейб-гвардии Гусарского в Нижегородский драгунский полк, стоявший в его родной Кахетии, недалеко от его имения Цинандали. «Прибытие князя Александра Чавчавадзе в наш полк старшим штаб-офицером, — пишет историк Нижегородского полка, — составило эпоху в жизни полка, внесло в него новую жизнь, дав ему возможность сблизиться с грузинским обществом».
Чавчавадзе, верно оценив положение обеих сторон и роль новых пришельцев в крае — русских, чуть ли не первый из всех грузинских поместных князей поставил свой дом в Цинандали на европейскую ногу и, пользуясь большим влиянием и почетом в Грузии как представитель знатного рода, как один из доблестных воинов-грузин, а главное, как известный поэт, сумел явиться объединяющим звеном между русскими и грузинами. 21 января 1821 года, после скоропостижной смерти командира Нижегородского полка полковника Климовского, место его занял, по приказанию главнокомандующего Ермолова, князь Чавчавадзе и командовал полком до марта 1822 года.
За это время ему пришлось принять участие в экспедиции в Джаро-Белоканскую область, где возникли большие волнения вследствие слуха о неизбежной войне России с Турцией из-за греческих дел. Главнокомандующий войсками в Кахетии князь Эристов собрал отряд, в который вошел и дивизион нижегородцев под личной командой Чавчавадзе. Экспедиция была удачною, и Чавчавадзе со своим дивизионом отличился в деле 3 марта 1822 года близ селения Катехи, где он, действуя в авангарде со спешенными драгунами, штурмом взял завал, защищавший селение.
По возвращении из  экспедиции Чавчавадзе вместо награды должен был вынести незаслуженную обиду. Оказалось, что ещё 21 июля 1821 года Ермолов, донося в Петербург о смерти Климовского, просил о назначении ему нового командира полка, так как он «не имеет в кавалерии коротко знакомых ему штаб-офицеров, которых мог бы рекомендовать в означенную должность, командующий же полком в настоящее время князь Чавчавадзе хотя и обладает отлично хорошими способностями и знанием службы, но молод летами, чтобы командовать кавалерийским полком».
И вот, вследствие этого рапорта, из Петербурга назначили командиром полка полковника Шабельского, который был моложе Чавчавадзе не только летами, но и службой. Оскорблённый Чавчавадзе, тотчас же по сдаче полка Шабельскому, перешёл (10 июня 1822) в Грузинский гренадерский полк, а в следующем году, оставив строевую службу, поселился в Тифлисе и прикомандирован был состоять для особых поручении при Ермолове. В этой должности он оставался до завоевания в 1827 году Паскевичем Эривани, а затем, 21 февраля 1828 года произведённый в генерал-майоры, был назначен исправляющим должность областного начальника и командующего войсками в Эриванской провинции.

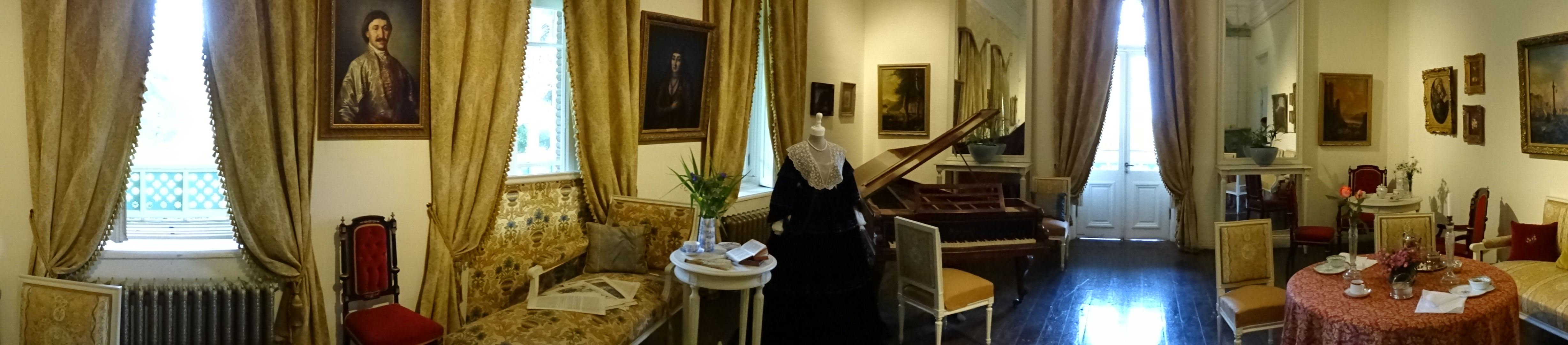
Дом-музей А. Чавчавадзе в Цинандали

В 1828 году во время Русско-Турецкой войны князю Чавчавадзе было поручено взятие Баязетского пашалыка. Кроме того, немногочисленным войском под его командованием, был совершён рейд в Мушский пашалык, откуда он вывез: 
до тысячи вьюков пшеницы и более ста шестидесяти семейств патносских армян, вынужденных бежать за пределы своей родины.

## Административная деятельность
С образованием 21 марта 1828 года из Эриванского и Нахичеванского ханств Армянской области он был утверждён начальником этой области и председателем Эриванского Областного правления. За короткое пребывание на этом ответственном посту он успел приобрести себе известность смелым походом в Баязетский пашалык. Как только началась война с Турцией, он с небольшим отрядом (из 2-х батальонов Нашебургского полка, 3-х рот Севастопольского, 200 донских казаков, 400 татар (азербайджанцев) и армян Эриванского конного ополчения и 6 орудий) 25 августа вторгнулся в пределы Турции и в три недели взял с бою крепость Баязет, занял главные города трех Баязетских санджаков: Топрак-кале, Хамур и Диадин. 22 сентября он доносил Паскевичу о полном занятии русскими войсками Баязетского пашалыка. «Молодец, Чавчавадзе!» — воскликнул Паскевич, прочтя донесение, и во всеподданнейшем докладе Государю, 28 сентября, сам ходатайствовал о награждении генерал-майора князя Чавчавадзе орденом Святой Анны 1-й степени, что и было исполнено.
Вскоре после этого он был снова прикомандирован к Паскевичу для особых поручений. Правительство, очевидно, сознавало, что как ни много мог пользы ему принести князь Чавчавадзе как воин и администратор, но он ещё нужнее был в самой Грузии как человек, понявший всю безнадёжность каких бы то ни было попыток столкнуть русских с позиции, занятой ими в крае, и могший своим авторитетом и влиянием содействовать успокоению и умиротворению беспокойного населения, не желавшего помириться с новым порядком вещей. Паскевич не раз посылал его именно с целью успокоить возникшие волнения, и он всегда успешно справлялся с порученной ему задачей.
15 июля 1832 года ему было поручено командование отрядом, составленный из милиции Телавского уезда и батальона пехоты, при 4-х лёгких орудиях, для обеспечения верхней Кахетии, против которой направились скопища Гамзат-бека, главного сообщника Кази-муллы. Вскоре после возвращения князя Чавчавадзе из этой экспедиции, 9 декабря по доносу князя Евсея (Иессе) Палавандова раскрылось дело об обширном заговоре среди знатнейших грузинских князей, имевшем целью восстановить в Грузии династию грузинских царей и ниспровергнуть русское владычество. При предварительном дознании в деле оказался замешанным и князь Александр Гарсеванович, как несомненно знавший, во всяком случае, о заговоре и не донёсший о нём.
Арестованный по Высочайшему повелению 29 декабря, он на допросе упорно отрицал свою виновность и говорил, что даже и не знал о существовании заговора. Это запирательство сильно повредило ему, так как из показаний других участников заговора с несомненностью обнаружилось, что о готовившемся восстании ему сообщил, по поручению заговорщиков, его шурин, князь Луарсаб Орбелиани, но он не только отказался от активного участия в заговоре, а всеми силами старался отговорить и других и доказать им всё безумие их замыслов. Отчасти именно вследствие его энергичного протеста осуществление задуманного и было отложено на неопределённое время.
Ввиду таких результатов следствия главнокомандующий барон Розен и отнёс его по виновности в докладе военному министру Чернышёву к седьмой категории лиц, виновных в заговоре (из восьми возможных) и писал о нём: «полагаю полезнейшим сослать его на срочное жительство в Астрахань или даже предать суду, а потом, в уважение заслуг его, оказать ему Монаршее милосердие». По этому докладу, 1 ноября 1833 года, состоялся Высочайший приговор о ссылке Чавчавадзе на жительство в Тамбов. Здесь он пробыл недолго: в 1834 году император Николай I вызвал его в Санкт-Петербург, пригласил ко Двору, обласкал и дозволил снова вернуться в Тифлис.
Здесь скоро ему опять пришлось выступить на поприще общественной деятельности: в 1838 году в Ахалцихской провинции и городе Ахалцих началась эпидемия чумы, и на Чавчавадзе, назначенного к тому времени членом совета Главного управления Закавказского края, была возложена 23 июля главнокомандующим генералом Головиным трудная и ответственная обязанность главного начальника над всеми существующими и имеющими быть учреждёнными кордонными линиями от Ахалцихской провинции и во все стороны, причём ему был подчинён инспектор карантинов, ведавший ранее кордонную линию, и Комитет о предохранении Закавказского края от заразы. Чавчавадзе ревностно принялся за выполнение своей миссии; сам объехал всю кордонную линию от Арпачая, в Шурагельской дистанции, до Имеретии и берега Чёрного моря и действовал всюду, по отзыву Головина, настолько хорошо и с такой распорядительностью, что обеспечил возможность прекращения распространения заразы. Впрочем, чума до конца 1840 года не прекращалась в Закавказье, вспыхивая то в той, то в другой местности, и Чавчавадзе всё время исполнял должность Председателя Комиссии о предохранении Кавказского края от чумы.
В 1843 году он был назначен управляющим почтовой частью в Закавказье, причём был произведён в генерал-лейтенанты, и почти одновременно, 15 сентября, ему поручено было для усиления действующей армии, направленной в Дагестан против Шамиля, сформировать отряд из тысячи человек кахетинской милиции. 5 октября отряд уже был сформирован, и Чавчавадзе во главе его двинулся 21 октября к границам непокорных дидойцев, которые вскоре и сложили оружие.
Чавчавадзе погиб в результате несчастного случая: его выбросила из экипажа понёсшая лошадь, и он умер 5 ноября 1846 года. Похоронен в храме Рождества Богородицы в монастыре Ахали-Шуамта.

## Творчество
«Служба потеряла в нём достойного генерала, Тифлис — примерного семьянина, Грузия — великого поэта», — было сказано о нём в некрологе. И действительно, грузинские критики ставят очень высоко поэтический талант Чавчавадзе. Муза его, соединявшая в себе обширное европейское образование с духом истого грузина, поражает своим разнообразием: она одинаково сроднилась и со скептицизмом Вольтера, и с сентиментальностью персидских поэтов, и с удалью грузинских народных бардов.
Особенно хороши его анакреонтические песни, чрезвычайно популярные среди грузин и даже перешедшие в уста народных певцов — сазандаров. Они так распространены в грузинском народе, что считаются народными. Поэтическая сила таланта Чавчавадзе заключается в особенном сочетании чрезвычайной глубины чувства с удивительной лёгкостью стиха и богатством метафор. Помимо его оригинальных стихотворений, существует много его переводов из Саади, Гафиза, Пушкина, Гюго, Гёте. Он перевёл на грузинский язык «Альзиру» Вольтера, «Федру» Расина, «Цинну» Корнеля.
Ему же приписывается сохранившаяся и до сих пор имеющая серьёзный интерес для историка Грузии брошюра «Краткий исторический очерк Грузии и её положение с 1801 по 1831 годы», в которой излагаются, между прочим, причины беспорядков в Грузии 1811 году.

## Память
Именем Александра Чавчавадзе названа улица в Тбилиси.

## Семья

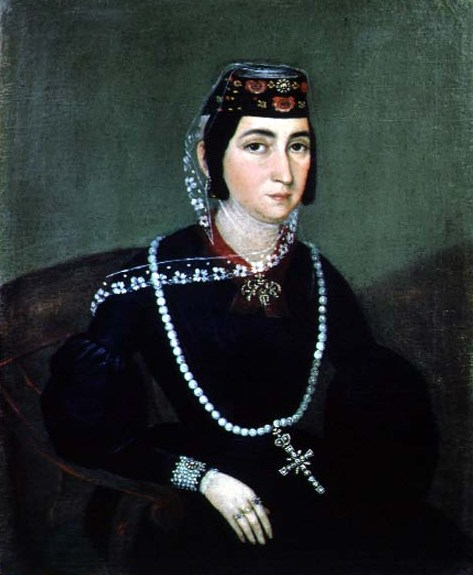
Супруга Александра Чавчавадзе Саломе Ивановна Орбелиани. Худ. Акоп Овнатанян.

Александр Чавчавадзе был женат на княжне Саломее Ивановне Орбелиани, правнучке царя Ираклия II. От этого брака родились:
- Нина Александровна (1812—1857), была замужем за Александром Сергеевичем Грибоедовым
- Чавчавадзе, Екатерина Александровна (1816—1882), была замужем за Владетельным Князем Мегрелии Давидом Левановичем Дадиани. После его смерти в 1853 году была правительницей-регентшей княжества при малолетнем сыне Николае.
- Давид Александрович (1817/8—1884) генерал-майор Свиты Его Императорского Величества. Был женат на светлейшей княжне Анне Ильиничне Грузинской (внучке царя Георгия XII)
- Софья Александровна (1833—1862), была замужем за бароном Александром Павловичем Николаи.